# 圣玛窦堂 (热那亚)
圣玛窦堂（Chiesa di San Matteo）是一座罗马天主教教堂，位于意大利热那亚。

## 历史
该教堂由马蒂诺·多利亚建于1125年，作为其家族的私人小堂。1278年完全重建，为哥特式风格。在16世纪中叶，安德烈·多利亚修复该建筑。
该建筑的中殿、走道和立面用白色（大理石）和黑色（板岩）的条纹，用假柱和伦巴底带分为三个部分，中部是一个大型玫瑰窗，而两侧是两个双直棂窗。立面包括一个罗马石棺，曾用作兰巴·多利亚墓，他将其从达尔马提亚的科尔丘拉带到热那亚。有一段时间，曾用来保护比萨海港的巨大锁链，作为1284年梅洛里亚海战的战利品，挂在立面的对面。在19世纪，他们回到了比萨。在教堂的左侧是四边形的圣玛窦修院，其历史可追溯至1308年，有双柱尖顶拱门。内部的艺术品包括卢卡·坎比亚索的《埃塞俄比亚龙的奇迹》、乔瓦尼·巴蒂斯塔·卡斯特罗的《圣玛窦的职业》，和地下室的安德烈 多利亚墓。在正祭台是贝尔纳多·卡斯特罗的《圣家与圣亚纳》（16世纪）。根据传统，放置在祭台下面的剑，属于安德烈·多利亚，由保禄三世捐赠给这所教堂。该堂的风琴是1773年制。